# مان

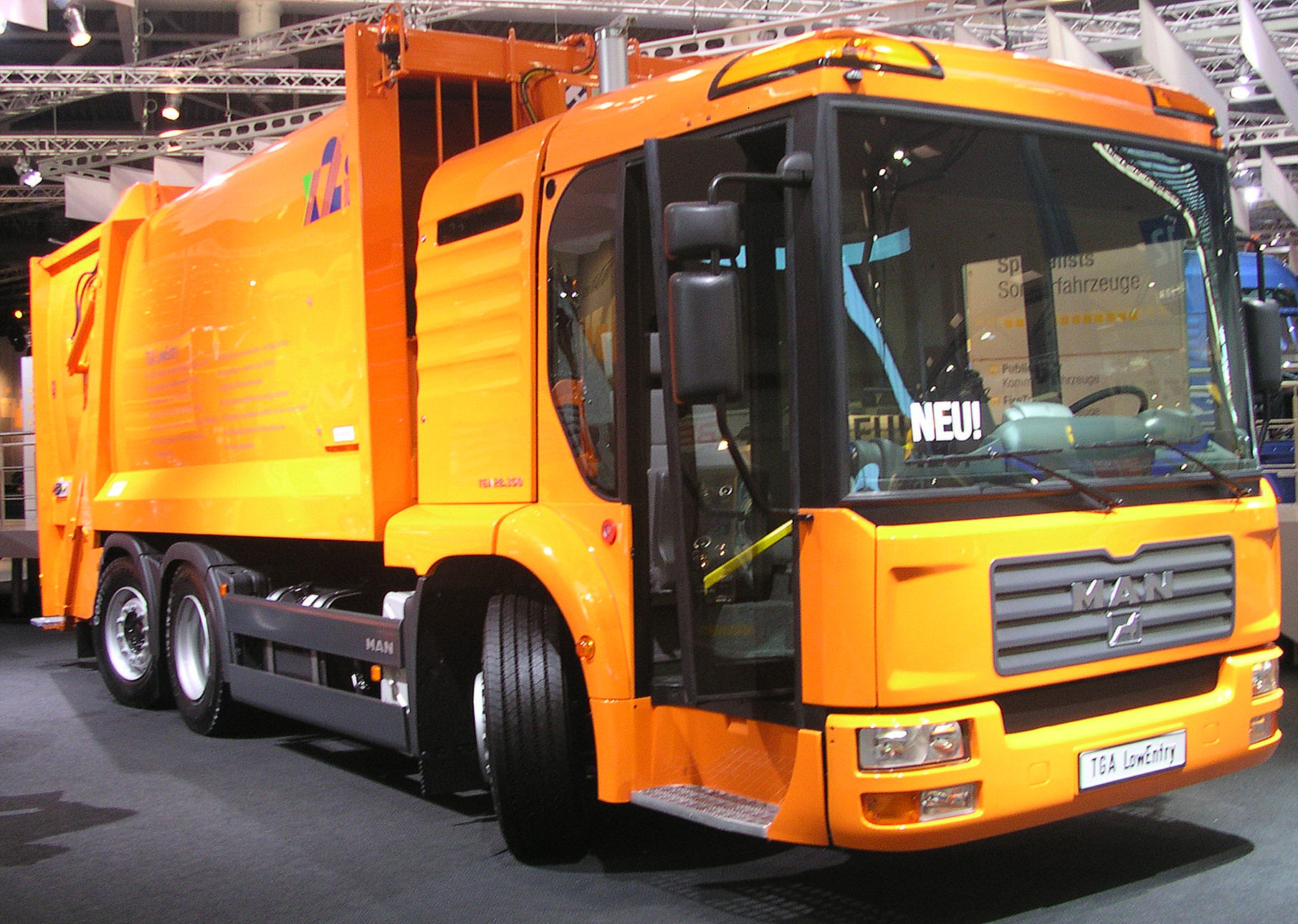
کامیون کابین کوتاه‌مان

ام‌آان یا مان (به آلمانی: Maschinenfabrik Augsburg Nürnberg SE) شرکت مهندسی و صنایع سنگین آلمانی و شرکت تابعه گروه فولکس‌واگن بود، که دفتر اصلی آن در شهر مونیخ قرار داشت. در اوت ۲۰۲۱، ام‌آان به‌طور رسمی در تراتون ادغام شد. اکنون ام‌آان تراک اند باس به‌عنوان یکی از برندهای تراتون فعالیت می‌کند.
ام‌آان یکی از پیشتازان در زمینه مهندسی تجهیزات و تولید خودروهای تجاری بود. این شرکت در زمینه ساخت و تولید کامیون، اتوبوس، موتور دیزل، توربین بخار، توربین گاز و خدمات صنعتی فعالیت می‌کرد. اکنون بخش طراحی و تولید توربوماشین‌ها، موتورها و تجهیزات صنعتی آن تحت عنوان ام‌آان انرژی سلوشنز مشغول به فعالیت است.
در سال ۲۰۰۸، دویست و پنجاهمین سالگرد تأسیس شرکت ام‌آان جشن گرفته شد. در سال ۲۰۰۸، این شرکت اجناس خود را به قیمت ۱۵ میلیارد یورو به ۲۲۰ کشور جهان فروخته است. این شرکت همچنین شرکا و همکارانی در کشورهای هند، لهستان، ترکیه و ایالات متحده داشت.

## محصولات

### کامیون و وسایل نقلیه اتوبوس
- سری ال ئی
- سری اف ئی
- سری اچ ایکس
- سری اس ایکس
- سری تی جی ال
- سری تی جی ام
- سری تی جی ای
- سری تی جی ایکس/اس
- ئی آر اف تی
- سری پی ۲۰۲۲